# Пансерраикос (футбольный клуб)
«Пансерраикос» (греч. Πανσερραϊκός) — профессиональный греческий футбольный клуб из города Серре, Центральная Македония. Образован в 1964 году в результате слияния клубов «Ираклис» и «Аполлон». Основные клубные цвета — красный и белый. Домашние игры проводит на центральном городском стадионе.
С 1992 года с переменным успехом выступал во втором дивизионе, иногда вылетая в третий. В 2008 и 2010 года году клуб пробивался в высшую лигу греческого чемпионата, но задерживался в ней лишь на один сезон. В 2009 году на Олимпийском стадионе в Афинах победил «Панатинаикос» и впервые в своей истории вышел в полуфинал Кубка Греции, где проиграл «АЕК».

## История выступлений в национальных лигах
- 1964—1965: Бета Этники
- 1965—1971: Альфа Этники
- 1971—1972: Бета Этники
- 1972—1979: Альфа Этники
- 1979—1980: Бета Этники
- 1980—1984: Альфа Этники
- 1984—1985: Бета Этники
- 1985—1986: Альфа Этники
- 1986—1987: Бета Этники
- 1987—1988: Альфа Этники
- 1988—1989: Бета Этники
- 1989—1992: Альфа Этники
- 1992—1993: Бета Этники
- 1993—1994: Гамма Этники
- 1994—1995: Бета Этники
- 1995—1996: Гамма Этники
- 1996—2008: Бета Этники
- 2008—2009: Альфа Этники
- 2009—2010: Бета Этники
- 2010—2011: Альфа Этники
- 2011—2013: Бета Этники